# Alicia Troncoso Lora
Alicia Troncoso Lora (Carmona, 1974), es una investigadora española en Inteligencia Artificial, directora del “Data Science and Big Data Research Lab"de la Universidad Pablo de Olavide(UPO), Catedrática de Lenguajes y Sistemas Informáticos en la UPO y directora del Máster en Ingeniería Informática de la UPO. También es Presidentade la Asociación Española para la Inteligencia Artificial  y Vicepresidenta de la Sociedad Científica de Informática en España. En su trayectoria ha desempeñado cargos de gestión, entre ellos Vicerrectora de Calidad y Planificación, Vicerrectora de TIC, Calidad e Innovación y Vicerrectora de Tecnologías de la Información e Innovación Digital desde 2009 hasta 2020. Es miembro del consejo asesor de la Agencia Digital de Andalucía de la Junta de Andalucía desde su creación en 2021, miembro del consejo de administración de la empresa INPRO de la Diputación de Sevilla desde 2015.

## Trayectoria académica
Tuvo una beca de formación de personal investigador en la Universidad de Sevilla desde 1999 hasta 2002, año en el que se incorporó como profesora en el Departamento de Lenguajes y Sistemas Informáticos (LSI) de la Universidad de Sevilla. Se doctoró en ese Departamento en 2005 con la tesis doctoral “Técnicas Avanzadas de predicción y optimización aplicadas a sistemas de potencia”y su doctorado recibió el premio a la mejor labor investigadora de las universidades andaluzas en el área de conocimiento "Técnicas" de la Fundación Endesa.
En 2005 se incorporó como profesora doctora en la Universidad Pablo de Olavide. Fue la secretaria del Departamento de Informática de la UPO desde 2005 a 2007 y Directora Adjunta del Departamento desde 2007 a 2009. Ha sido Subdirectora de Calidad de la Escuela Politécnica Superior de 2007 a 2009 y Coordinadora Académica del Grado en Ingeniería Informática de la Escuela Politécnica Superior de 2012 a 2015. 
Su formación postdoctoral se ha completado en Estados Unidos, concretamente en la Universidad de Columbia en Nueva York, la Universidad de Colorado en Boulder y la Universidad de California en San Diego. En 2016 obtuvo su acreditación como Catedrática de Universidad y desde 2018 es Catedrática de Lenguajes y Sistemas Informáticos en la UPO.
En la Universidad Internacional Menéndez Pelayo ha sido miembro de la Comisión Académica del Máster en Investigación en Inteligencia de 2015 a 2020. En la UPO ha sido miembro de la Comisión de Doctorado de la Universidad de 2014 a 2018 y miembro del claustro universitario de 2016 a 2019. Es miembro del Consejo Académico de la Escuela Valenciana de Postgrado y Red de Investigación en Inteligencia Artificial (ValgraAI) desde 2022. Es miembro del Comité Científico Asesor de la Red de Excelencia CERVERA en tecnologías habilitadoras basadas en el dato (AI4ES) desde 2021 y participó en la elaboración de la Agenda Estratégica de Investigación I+D+i de AI4ES.

## Trayectoria investigadora
Sus áreas de interés son la predicción de series temporales, big data y deep learning, explicabilidad y sostenibilidad de modelos de machine learning y sus aplicaciones a problemas reales en diferentes ámbitos como energía, medio ambiente, agricultura, etc.  
Se inició en los 2000 en el área de la predicción de las series temporales desde el enfoque de la Inteligencia Artificial. Hasta ese momento la predicción de series temporales era un topic investigado desde la perspectiva de modelos puramente estadísticos. Ha desarrollado algoritmos de machine learning basados en la idea general de vecinos para la predicción de datos temporales.
A principios de los 2010 alcanza mucha popularidad el concepto big data y deep learning en España. Alicia Troncoso ha participado en numerosos proyectos de investigación en los que se abordan los problemas relacionados con big data. Ha dirigido varias tesis en esta temática, en las que se han desarrollado algoritmos escalable de machine learning para la predicción de big data temporales con largos horizontes.
En Deep learning, ha trabajado intensamente en su aplicación al ámbito de la energía en colaboración con investigadores extranjerosy en mitigar sus principales desventajas como la explicabilidad y sostenibilidad. Ha dirigido una tesis doctoral en explicabilidad de modelos Deep learning en la que se define una nueva medida para comparar la calidad de una explicación dada por un método de explicabilidad. En sostenibilidad de modelos de machine learning aborda el desarrollo de modelos ligeros con el objeto de disminuir su consumo de energía, poniendo el foco en el entrenamiento de los algoritmos.
Tiene más de 200 publicaciones, que han recibido más de 5000 citas acumuladascon un h-index superior a 40. Se encuentra en la primera posición entre los españoles en el área de Time Series Forecasting, la segunda entre los españoles en el área de Energy Forecasting y en el área de explainability, y en el 5.4% superior de los investigadores españoles de todas las áreas según webometrics. Ha dirigido numerosas tesis doctorales en temáticas diversas y ha liderado numerosos proyectos de investigación en convocatorias competitivas de la Unión Europea y el gobierno de España. 

## Premios y honores
En 2005, su tesis doctoral recibió el premio a la mejor labor investigadora de las universidades andaluzas en el área de conocimiento "Técnicas" de la Fundación Endesa. En 2020 fue galardonada por su trayectoria investigadora en los premios ROMA en la categoría STEM.  En 2021 obtuvo el reconocimiento de los premios Lavanda por su liderazgo en el sector tecnológico. En 2022 obtuvo un reconocimiento a su investigación por el Ayuntamiento de Sevilla, siendo seleccionada para la exposición de imágenes “Sevilla también es Ciencia”, en la que se mostraron MUPIs con los mejores investigadores de Sevilla en el centro histórico de la ciudad de Sevilla. En 2024 fue galardonada con el Premio Nacional de Informática, en la modalidad ARITMEL, por sus contribuciones en el área de la Inteligencia Artificial. 